# Soler
Soler是一對來自澳門並於香港發展的男子樂隊，在台灣的官方中文團名為太陽系，但大部分台灣人還是直稱Soler。兩位成員是一對歐亞混血雙胞胎，哥哥名Giulio Acconci（中文名：夏利奧），弟弟名Dino Acconci（中文名：夏天樂）。

## 成員
Soler主要由一對歐亞混血雙胞胎組成。2兄弟在訪問中表示想發展成5人樂隊，但由於觀眾對Soler的印象是2兄弟印象太強烈，所以對其他成員印象不深。
| Julio | 1972年9月9日 | 主唱、低音結他 |
| Dino  | 1972年9月9日 | 主唱、結他     |

| Andrew，參見秋紅 | ? | 結他     |
| Siu Ming         | ? | 低音結他 |
| Dave Sampson     | ? | 鼓       |

## 組合歷史
1972年9月9日出生。二人畢業於澳門粵華中學。隊名Soler取自母親姓氏。其父夏剛志（Oseo Acconci，1905-1988）是著名旅澳意大利建築師，而媽媽則是緬甸克倫族人，他們自己則在澳門出生長大。
兄弟二人於17歲時離開澳門到意大利生活，先就讀當地的語言學校。其後弟弟Dino就讀於意大利的高中及大學，哥哥Julio則就讀於意大利的設計學院，二人亦曾在英國工作，至2000年後先後回澳門發展。他們通曉粵語、普通話、英語、意大利語、西班牙語和葡萄牙語，弟弟Dino還通曉法語。而創作的歌曲則以粵語、普通話及英語為主。
Soler中的弟弟Dino早在在2000年至2001年間透過作曲踏入香港樂壇，作品包括陳奕迅的《送院途中》、《和平飯店》，梁漢文的《超級英雄》、《快歌》等。同時亦為Beyond前主力成員黃貫中的另一支樂隊「汗」中擔任吉他手，因此Soler一直得到黃貫中的支持，例如為他們作詞等。另外亦曾於2003年至2004年間，與恭碩良等樂手於澳門荷蘭園二馬路的Friday酒吧作多次演出。
Soler於進軍香港之前，他們曾由意大利的EMI公司發行第一張EP，其後他們簽約蜂鳥音樂，於2005年發行第一張粵語專輯《雙聲道》，派台作品包括《失魂》、《海嘯》。於澳門舉行的2005年東亞運動會會歌亦由他們所唱，名為《We will shine》。其後於2006年4月25日於香港紅磡體育館舉行演唱會。
2006年底Soler樂隊欲於合約完結前離開公司遂要求解約，蜂鳥音樂的創辦人張丹告知他們須付2,000萬元方可解約，當時兩兄弟聽罷即拂袖而去，故之後遭前經理人公司「蜂鳥音樂」入稟告毀約索償2,400萬元。案件於2007年8月香港區域法院開審。於同時一群樂隊支持者架設了 SaveSolerMusic網站 及於YouTube短片網站上放上 為其樂隊及香港音樂人爭取創作自由。儘管如此，Soler成立的新公司K-Town Music以獨立製作、發行的方式推出《X2》專輯。2009年1月22日高等法院暫委法官郭靄誠判Soler毀約，要向蜂鳥賠償506萬元。2012年11月21日，由於Soler沒有還款，被蜂鳥音樂申請破產。蜂鳥音樂的代表向聆案官表示，已存入所有文件，對方卻沒有回應遂申請2人即時破產，聆案官最終亦頒令2人破產。在2014年1月，張丹表示兩人即使有工作，但是一元也沒有清還。
2008年9月8日，Soler舉行加盟博美娛樂唱片公司的簽約儀式，適逢9月9日是Soler兩兄弟生日，博美娛樂老闆羅傑承及一眾歌手關心妍、周麗淇都有到場祝賀。
2020年2月，為向受2019冠狀病毒病疫情影響的中國民眾及醫護人員打氣，Soler與一眾中港台歌影視藝人如任達華、鍾鎮濤、惠英紅、張明敏、劉愷威、馬國明、陳偉霆、郭采潔、黃軒等，一同演唱由中國中央廣播電視總台文藝節目中心等製作的歌曲《堅信愛會贏》粵語版。

## 個人生活
- 弟弟Dino Acconci於2009年11月15日，與拍拖四年的女友黃麗施（Nancy）結婚[8]。育有兩名兒子（長子夏恩智Damiano及小兒子夏恩澤Orlando）
- 哥哥Julio Acconci於2013年1月15日，與同是藝人的胡婷婷，即前台中市長、前中華民國外交部部長胡志強的女兒舉行婚禮[9]，被台中人稱之為「第一女婿」。2014年1月27日，兩人宣布分手，結束歷時一年的婚姻。
- 哥哥Julio於2017年，遇上被遺棄的黑色唐狗 Knight，決定收養，數月後，再領養白色的 Spirit，希望牠們有個伴接受訪問時表示狗是很有靈性的動物，有幾次他情緒低落，愛犬都會走過來安慰，這份窩心感覺，實在難以形容[10]。

## 唱片列表
- 1997年：在意大利由意大利EMI唱片公司發行《Un Posto Per Noi》
- 1998年：在意大利由意大利EMI唱片公司發行《Tears In Your Hands》
- 2004年：在大陸發行《北回歸線》（盗版）
- 2005年：在香港發行《雙聲道》、《直覺》
- 2006年：在臺灣發行《直覺》
- 2006年：在新加坡發行《直覺》（跟香港版封面有別，前後發行了2個版本）
- 2006年：在香港發行《龍虎門》（EP）
- 2006年：在大陸發行《龍虎門》（EP，跟香港版封面及包裝有別）
- 2007年：在大陸、香港及臺灣發行《X2》（大碟）
- 2008年：在臺灣發行《海邊的卡夫卡》（現場演出大碟）
- 2009年：在香港發行《Canto》（首張全粵語大碟）
- 2009年：在馬來西亞發行《Canto》（馬來西亞版，跟香港版封面不同，附含3首MV的DVD）
- 2010年：在香港及臺灣發行《Vivo》
- 2011年：在大陸發行《Vivo》
- 2018年：《Evolution 演化》

## 派台歌曲成績
| 派台歌曲成績   | 派台歌曲成績               | 派台歌曲成績 | 派台歌曲成績 | 派台歌曲成績 | 派台歌曲成績 | 派台歌曲成績                    |
| -------------- | -------------------------- | ------------ | ------------ | ------------ | ------------ | ------------------------------- |
| 唱片           | 歌曲                       | 903          | RTHK         | 997          | TVB          | 備註                            |
| 2005年         |                            |              |              |              |              |                                 |
| 雙聲道         | 失魂                       | 2            | 11           | 3            | -            |                                 |
| 雙聲道         | 海嘯                       | 4            | 3            | 4            | 3            |                                 |
| 雙聲道         | 陌生人                     | 14           | -            | -            | -            |                                 |
| 雙聲道         | Make The Whole World Dance | 18           | -            | -            | -            |                                 |
| 直覺           | 直覺                       | 6            | 3            | 4            | 1            |                                 |
| 2006年         |                            |              |              |              |              |                                 |
| 直覺           | 風的終點                   | -            | -            | 10           | -            |                                 |
| 龍虎門         | 生死陣                     | 11           | 3            | -            | 5            |                                 |
| 2007年         |                            |              |              |              |              |                                 |
| X2             | 惹我                       | -            | 8            | 5            | -            |                                 |
| 2008年         |                            |              |              |              |              |                                 |
| CANTO          | 點解                       | 11           | 16           | -            | -            |                                 |
| 2009年         |                            |              |              |              |              |                                 |
| CANTO          | 風的季節                   | -            | 7            | 2            | 1            | 翻唱徐小鳳作品                  |
| CANTO          | 細味                       | 11           | -            | 3            | -            |                                 |
| 2014年         |                            |              |              |              |              |                                 |
| 獨家試唱 2     | 不熄的火花                 | -            | -            | 4            | -            | 新城勁爆勵志‧兒歌榜：2          |
| 2015年         |                            |              |              |              |              |                                 |
|                | 一樣                       | -            | 10           | -            | -            |                                 |
| 2018年         |                            |              |              |              |              |                                 |
| Evolution 演化 | 兄弟                       | -            | -            | -            | -            | 加拿大至 HIT 中文歌曲排行榜：4  |
| 2025年         |                            |              |              |              |              |                                 |
|                | 翻天覆地                   | -            | -            | -            | -            | 加拿大至 HIT 中文歌曲排行榜：15 |

| 各台冠軍歌總數 | 各台冠軍歌總數 | 各台冠軍歌總數 | 各台冠軍歌總數 | 各台冠軍歌總數    |
| -------------- | -------------- | -------------- | -------------- | ----------------- |
| 903            | RTHK           | 997            | TVB            | 備註              |
| 0              | 0              | 0              | 2              | 四台冠軍歌總數：0 |

（*）表示仍在榜上
粗體表示冠軍歌

## 曾獲獎項
2005年
- 新城勁爆頒獎禮 —— I-Tech勁爆新人王（組合）

2006年
- 叱吒樂壇流行榜頒獎典禮 ——叱吒樂壇生力軍組合（金獎）
- 叱吒樂壇流行榜頒獎典禮 ——叱吒樂壇組合（銅獎）
- 十大勁歌金曲頒獎典禮 ——最受歡迎組合獎（銅獎）
- 十大中文金曲頒獎音樂會 ——最有前途新人獎（男歌手）（銀獎）
- RoadShow至尊音樂頒獎禮 ——至尊新組合

2007年
- RoadShow至尊音樂頒獎禮 ——至尊組合樂隊
- 9+2 音樂頒獎禮 ——最佳組合樂隊
- 9+2 音樂頒獎禮 ——十大金曲獎：媽媽再見

2008年
- 2007/2008 CASH 金帆音樂獎 ——最佳樂隊演繹：惹我
- 2007/2008 CASH 金帆音樂獎 ——最佳另類作品：堅持

2009年
- 澳門特別行政區 ——功績獎狀

2010年
- 2010 華語金曲奬 ——十大最佳粵語大碟：Canto
- 9+2 音樂頒獎禮 ——最佳粵語大碟：Canto
- 9+2 音樂頒獎禮 ——最佳組合樂隊

2014年
- 新城勁爆頒獎禮 —— 新城劲爆亚洲组合大奖

## 電影
2011年
- 潮性辦公室：電影版
- 堂口故事2
- 東成西就2011
- 痞子英雄首部曲：全面開戰

2015年
- 賭城風雲II

2023年
- 追逐白雲的少女

## 廣告
- Wall Street Institute
- Absolut Vodka
- 必勝客
- 澳門咀香園餅家
- 3澳門 (和記電訊)
- 一風堂
- AlipayHK

## 外部連結
- YouTube上的Soler頻道
- Soler的Facebook專頁
- Soler的Instagram帳戶
- 夏健龍的Instagram帳戶
- 夏利奧的Instagram帳戶
- 夏利奧在香港影庫上的簡介
- 夏健龍在香港影庫上的簡介